# Funk
A funk amerikai eredetű zenei stílus, amely az 1960-as évek végén alakult ki, amikor afroamerikai zenészek a soul, a soul jazz és a rhythm and blues elemeit egy ritmuscentrikus, új tánczenei formába öntötték. A funk csökkentette a dallam és a harmóniák szerepét és előtérbe tolta a dobok és az elektromos basszusgitár „húzós” ritmusjátékát (ez a groove). A funkdalok gyakran egyetlen akkordból épülnek fel a soultól és a rhythm and bluestól eltérően, ahol inkább akkordmenetek vannak.
Mint sok afrikai eredetű zene, a funk is jellemzően komplex ritmusokra épül, amiket olyan ritmushangszerek szolgáltatnak, mint a ritmusgitár, a basszusgitár, a Hammond-orgona, és a dobok, melyek együttes játéka alkotja a funk ritmikai világát. A funkegyüttesek néha fúvós szekcióval (szaxofon, trombita, harsona) kiegészülve állnak fel.
A műfaj leghíresebb zenekarainak többsége soul és rhythm and blues dalokat is játszik. A funkzene nagy hatással volt a disco és az afrobeat kialakulására, és a funk-hangminták (úgynevezett sample-k) a hiphop, a house és a drum and bass stílusok többségében is felfedezhetők. A funk a go-go zenére is jelentős hatással bírt.

## Etimológia
A funk szó alapvetően egy erős szagra utal. Robert Farris Thompson antropológus és művészettörténész Flash of the Spirit: African & Afro-American Art & Philosophy című könyvében leírja, hogy a funky szó a kikongo (kongói) eredetű „lu-fuki”-ból ered, ami rossz testszagot jelent.
Az ötvenes évek végén/hatvanas évek elején a „funk” főnevet és az ebből képzett „funky” melléknevet jazz- és soulzenészek használták. Egy bizonyos forrás szerint a New Orleans-i dobos, Earl Palmer volt az első, aki olyan kontextusban alkalmazta a „funky”-t, hogy azzal zenészek szinkópás muzsikájára utalt (a magyar szlengben a „funky”-t leginkább „dögösnek” fordíthatnánk).

## Zenei jellemzők
A funk alapját az intenzív groove jelenti, amit a basszus játszik. A Motown kiadó korai funkos felvételeinek központjában is a basszus van. A basszusgitár húrjait tépkedő és hüvelykujjal ütő slap-technikának köszönhetően a basszusgitár gyakorlatilag hangolt ütőhangszerré változik.
A funkegyüttesek fúvósai sokszor ismert jazz-zenészek is. Fred Wesley harsonás és Maceo Parker szaxofonista két legendás neve a műfajnak. Dolgoztak James Brownnal, George Clintonnal és Prince-szel. Néhány hatvanas-hetvenes évekbeli funkzenekar: Kool & The Gang, Tower of Power, Earth, Wind & Fire, The Blackbyrds, The Ohio Players, The Brothers Johnson és a Charles Wright & the Watts 103rd Street Rhythm Band.
A funk a bebop-jazzben megjelent, a skála oktávon felüli hangjait (kilencedik, tizenegyedik, tizenharmadik fokait vagy ezek alterációit) is tartalmazó akkordokra épül, így például a moll11-re vagy a dúr9-re (utóbbi szerepelhet tiszta vagy alterált nónával egyaránt). Mindazonáltal a beboppal ellentétben – amiben bonyolult akkordmenetek voltak – a funk egyszerű akkordmeneteket használ, vagy teljesen elveti a harmóniaváltást, és egyetlen akkordra épülő vampeket alkalmaz, ám ezt rendkívül kifinomult és komplex ritmussal ellensúlyozza.
A funkban a dúros hangzású állóharmóniák leggyakrabban mixolíd, a mollos hangzásúak dór hangsort fejeznek ki. A dallami tartalomban ezek a skálák vegyülnek a blues skálával.
A funkzenekarokban a gitáros általában perkusszív stílusban játszik, sűrűn alkalmazva a wah-wah effektet és a húrok tenyérrel való tompítását. A The Isley Brothers gitárosa, Ernie Isley és a Funkadelic-es Eddie Hazel legfőbb inspirációikat Jimi Hendrix improvizált szólóiból merítették. Eddie Hazel az egyik legismertebb funkszólista. Ernie Isley Hendrix tanítványa volt, mikor az Isley Brothers háttérzenekarában játszott. Jimmy Nolen és Phelps Collins híres ritmusgitárosok, mindketten dolgoztak James Brownnal.

## Története
Az afro-amerikai zene jellegzetes stílusjegyei a nyugat-afrikai népzenében keresendők, és az Egyesült Államokban először a spirituálékban, a munkadalokban, az imaénekekben, az egyházi gospelben és a vidéki, rusztikus blues-ban jelentek meg. Később ezekből a zenékből fejlődött ki a jazz, az R&B, a soul és a funk is.
James Brown, a funk első szupersztárja karrierjét Little Richard koncertzenekarában kezdte az ötvenes évek közepén. Ez a zenekar volt a funk katalizátora. Miután Richard 1957-től felhagyott a világias életmóddal és a vallásnak szentelte életét, a bandatagok James Brown and the Famous Flames néven új zenekart alapítottak, és egy sor rhythm and blues slágert alkottak 1958-ban.

### Hatvanas évek: James Brown és a funk születése

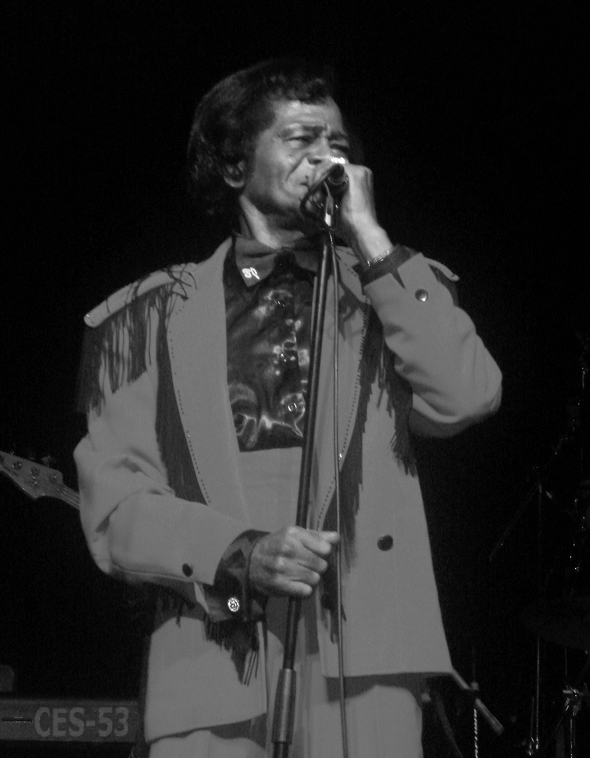
James Brown, a funk egyik szülőatyja

A hatvanas évek közepére James Brown kidolgozta összetéveszthetetlen, ritmus-orientált megközelítését, ami az első leütés hangsúlyozására épült (az afro-amerikai zenék általában az ütem második és negyedik negyedét hangsúlyozzák). Brown híres, zenekarához intézett parancsszava volt az „Egyre!”, ezzel utalva a dob hangsúlyra, miközben a gitár szinkópás ritmust játszott a kettőre és a négyre, s mindezt a zenei őrületet egy repetitív fúvós téma kísérte. Az egy-három hangsúlyozás szinte egybeforrott Brown nevével, s jól hallható az 1964-es Out of Sight és az 1965-ös Papa's Got a Brand New Bag című számaiban.
Brown innovációi hamar a köztudatba emelték a funkot olyan felvételek segítségével, mint az 1967-es Cold Sweat, az 1969-es Mother Popcorn és az 1970-es Get Up (I Feel Like Being A) Sex Machine. Ezek a felvételek már nem a tinzekét ütemes blues-körre épültek, mint Brown korábbi munkái. Zenéjében Brown kevésbé dallamosan, inkább ritmikus stílusban énekelt a nyugat-afrikai poliritmiát imitálva – ez korábban az afro-amerikai munkadalokban is megjelent. Brown sikoltozással, felnyögésekkel imitálta egy fekete templom spiritualitását, testen kívüli révületét.
Egy 1990-es interjúban Brown így fogalmazott: „Én csak a hangsúlyokat tettem át a kettő-négyről az egy-háromra. Pofonegyszerű tulajdonképpen.” Maceo Parker szaxofonistának kezdetben nem volt könnyű feladat az új hangsúly, mivel hozzászokott a tradicionális kettő-négyhez.

### A hatvanas évek vége – hetvenes évek eleje
Más zenekarok is James Brown útvonalán indultak el, így a funk egyre fontosabb könnyűzenei stílussá vált. Az arizonai Dyke & the Blazers 1967-ben kiadta a Funky Broadway-t. Valószínűleg ez minden idők első soul-felvétele, amely címében tartalmazta a funky-t. Eközben a nyugati parton a Charles Wright & the Watts 103 Street Rhythm Band funk számokat írt 1967-es első albumára, majd megjelentették klasszikus Express Yourself című dalukat 1970-ben.
1970-ben a Sly & the Family Stone Thank You (Falettinme Be Mice Elf Agin) című felvétele az első helyre került a slágerlistákon. Ezt követte a Family Affair 1971-ben. Ezek a sikerek mind a zenekart, mind a műfajt a köztudatba emelték. A New Orleans-i funk elsősorban a The Meters nevéhez fűződik olyan felvételeikkel, mint az 1969-es Sophisticated Cissy és Cissy Strut. A The Isley Brothers 1969-es It's Your Thng című funkszáma első helyezett lett az R&B listákon. Ez a szám áttörést jelentett az afro-amerikai zenében, mivel James Brown jazzes hangzását ötvözte Jimi Hendrix pszichedelikus rockzenéjével és a Sly & the Family Stone illetve a Mother's Finest erejével.

### P-Funk
Zenészek egy új generációja kezdte kidolgozni a „funk-rock” stílust. A színtér vezetője George Clinton lett zenekaraival, a Parliamenttel és a Funkadelickel. Az ő funkjukra leginkább a jazz és a pszichedelikus rock hatott. A két zenekarnak lényegében azonos felállása volt, ezért gyakran hivatkoznak rájuk „Parliament-Funkadelic”-ként. Zenéjüket P-funkként is aposztrofálják. George Clinton egyéb zenekarai is e nevezék alá kerülnek úgy, mint a Parlet, a Horny Horns és a Brides of Funkenstein. A P-funk a funk egyfajta „leszármazottja”. Ahogy a Motership Connection című Parliament-albumon hallható P-Funk (Wants to Get Funked Up) című számban megéneklik: „I want the bomb. I want the P-Funk. I want my funk uncut.”

### A hetvenes évek
A hetvenes évek volt a funk legnagyobb évtizede. A Parliament-Funkadelic mellett sikeres funkbandává vált a Sly and the Family Stone, Rufus & Chaka Khan, az Isley Brothers, az Ohio Players, a Labelle, a Confunkshun, a Kool & The Gang, a The Bar-Kays, a Commodores és Roy Ayers, habár a Billboard Magazin szerint csupán a Sly & the Family Stone jutott fel sikeresen a listák élére.
Más stílusú zenészek is érdeklődni kezdtek a funk irányába, olyanok is, mint Herbie Hancock jazz-zongorista, akinek 1973-as HeadHunters című lemeze erősen funkbefolyásoltságú. Hancock hetvenes évekbeli albumainak nagy részére szintén jellemző a funkos hangzás. A funk sikeresen megvetette a lábát Afrikában is, ahol keveredett az afrikai énekstílusokkal és a helyi, még komplexebb ritmusvilággal, létrehozva az afrobeatet. A műfaj atyja és legnagyobb sztárja a nigériai Fela Kuti.
A klasszikus diszkózene is a funkból alakult ki. Sok korai diszkózenész funkos környezetből érkezett. Sok diszkósláger (például Barry White dalai, Donna Summer Love To Love You Babyje, Diana Ross Love Hangoverje, a KC & The Sunshine Band I'm Your Boogie Manje, Chaka Khan I'm Every Womanje vagy a Chic Le Freakje) tartalmaz funkos riffeket és ritmikákat. 1976-ban Rose Royce funky-száma, a Car Wash első helyre került a listákon. A diszkó megérkezésével egyidejűleg a funk nem vesztett népszerűségéből a nyolcvanas évek elején sem.

### A nyolcvanas évek és a letisztult funk
A nyolcvanas években, főleg a diszkó hatására a funkzenészek egészen újfajta hangszereken kezdtek funkot játszani. A fúvós témák a szintetizátorokra kerültek, a Hammond B3-at, a Hohner Clavinetet és a Rhodes zongorát pedig például Yamaha DX7-tel helyettesítették. A ritmusszekcióban a dobost felváltotta a dobgép, a „tépkedős” slap-basszustémákat pedig szintén szintetizátorok hozták. A funkdalok szövegei is változásokon estek keresztül.
Rick James volt a nyolcvanas évek első nagy funksztárja. 1981-es Street Songs című lemezén szerepel a Give It To Me Baby és a Super Freak, melynek több eleme később MC Hammer slágerében, a Can't Touch Thisben köszönt vissza. A hetvenes évek végén jelent meg Prince, aki James Brownhoz hasonló hangzású, letisztult, kevésbé dinamikus zenét játszott. Mindazonáltal ő lett Brown után a legnagyobb hatású funk-előadó; az erotikus szövegeket keverte a technológiai innovációkkal, összetett zenei megoldásokkal és egyedi imiddzsel. Prince alapította a The Time nevű zenekart, akiknek a hangzását később csak „Minneapolis sound”-nak hívták. Ez egy funkos, R&B-s, rockos, popos, new wave-es fúzió volt.
A nyolcvanas évek első felének további nagyobb funk-nevei: Cameo, Zapp, Gap Band, Bar-Kays, Dazz Band. Az évtized második felére a funk veszített kereskedelmi sikereiből.
Afrika Bambaataa a Kraftwerk sikerein felbuzdulva felvázolta az electro funk stílusjegyeit. Ez a minimalista, elektronikus stílus Planet Rock című 1982-es számában hallható. A születő electro stílus lényegét a TR-808 dobgép jelentette, amit Afrika Bambaataa 1983-as Renegades of Funk-jában hallhatunk.
A funk végül kinőtte otthonát, és elterjedt Kanadában, az Egyesült Királyságban, Franciaországban, Olaszországban, Spanyolországban, Japánban, Algériában, Indiában, Dél-Afrikában, Brazíliában és Nigériában.

### A nyolcvanas évektől napjainkig
Ugyan a funkot a hiphop, a kortárs R&B és a new jack swing kiszorította a rádiós piacról, továbbra is létezett. Rockbandák kezdtek funkos megoldásokat használni zenéjükben, ezzel új értelmet adva a funk-rocknak és funk-metalnak. Ilyen zenekarok például az Extreme, a Red Hot Chili Peppers, a Living Colour, a Jane’s Addiction, a Primus, a Fishbone, a Faith No More, az Infectious Grooves, az Incubus és a Rage Against the Machine. A kilencvenes években pedig megjelent a funkcore stílus olyan előadóktól, mint az Outkast, Malina Moye, Van Hant és a Gnarls Barkley.
A kilencvenes években olyan előadók, mint Me'shell Ndegeocello és a (főleg brit) acid jazz színtér (benne olyan zenekarokkal, mint a Brand New Heavies, az Incognito, a Galliano, Omar Lye-Fook és a Jamiroquai) erőteljes funk-befolyásoltsággal bírtak. A Jamiroquai Travelling Without Moving című albuma 11.5 millió példányban került eladásra, ezzel a funk visszatért hetvenes évekbeli sikereihez. Eközben Ausztráliában és Új-Zélandon megjelentek az instrumentális funk-bandák a pubok színpadain, köztük a Supergroove, a Skunkhour és a The Truth.
A nyolcvanas évek vége óta a hiphopelőadók gyakran vesznek sample-ket klasszikus funk-számokból, főleg James Brown és P-Funk dalokból. A Parliament-Funkadelic újrafelfedezése jelentette a G-funk stílus alapját.
A funk újjászületésében jelentős szerepet játszott a Digital Underground is.
Sok mai klubzenében, drum and bass-ben hallhatóak klasszikus funkszámokból vett dobminták.
A funk fontos eleme a kilencvenes-kétezres években megjelent jam band mozgalomnak is. Ezt a színteret olyan zenekarok vezetik, mint a Phish, a Medeski Martin & Wood, a Robert Randolph & The Family Band, a Galactic, a Jam Underground, a Diazpora, a Soulive és a Karl Denson's Tiny Universe. A Berklee College of Music zeneiskolában alakult a Lettuce nevű zenekar, akik szintén idesorolhatók.
A kilencvenes évek közepén jött létre a nu-funk színtér. Ők a klasszikus, nehezen megtalálható 45-ös fordulatszámú lemezeken kiadott funkdalokra (úgynevezett rare groove-okra) emlékeztető zenéket készítenek.
A funk letette névjegyét a mai popzenében és R&B-ben is, ahol főleg énekesek (mint Beyoncé Knowles vagy Jennifer Lopez) dalaiban hallhatunk régi funkdalokból vett hangmintákat.

## Alstílusok
A hetvenes évek eleje óta a funk több alstílust is kitermelt. Míg George Clinton és a Parliament inkább egy keményebb típusú funkot játszott, a Kool and The Gang, az Ohio Players vagy az Earth, Wind and Fire inkább diszkó-befolyásoltsággal bírt.

### Funk-rock
A funk-rock a funk és a rock keveréke. Legkorábbi megjelenése a hatvanas évek végétől a hetvenes évek közepéig tartott olyan zenészek által, mint Jimi Hendrix, Frank Zappa, Herbie Hancock, Gary Wright, David Bowie, a Mother's Finest és a Funkadelic. Később ezt a műfajt a Red Hot Chili Peppers zenéjével azonosították.

### Electro
Az electro a funk és az elektronikus zene fúziója. Lényegében hagyományos funkzene, csak akusztikus hangszerek helyett szintetizátorokkal (mint a TR-808) játsszák. Gyakran használnak vocodert az ének/vokál effekteléséhez. Híres előadók: Herbie Hancock, Afrika Bambaataa, Vaughan Mason & Crew, Midnight Star és Cybotron.

### Go-go
A go-go Washington, D.C.-ből származik. Feltalálója Chuck Brown, a „Go-go Keresztapja”. Ez a zene a funkot, az R&B-t és a korai hiphop-ot egyesíti, sok improvizált résszel és hangmintával. Ez főleg tánczene, ahol az előadó aktív kapcsolatot folytathat a közönséggel.

### Funk-metal
A funk-metal a funk és a heavy metal fúziója, ami a nyolcvanas években alakult ki. Általában heavy-metalos riffek, funkos basszusgitár és gyakran hiphopos stílus jellemzi, míg a szövegvilága hasonló az alternatív rockhoz. Leghíresebb zenekara a csak afro-amerikaiakból álló Living Colour, akiket a Rolling Stone magazin a funk-metal feltalálóinak nevez.

### G-Funk
A G-funk a gangsta rapet fuzionálja a funkkal. Ezt a stílust Dr. Dre találta fel.

### Funk jam
A funk jam stílus a kétezres években jelent meg. A funkot fuzionálja az ambientel, az elektronikus zenével, az americanával, a hiphoppal és a jazzes improvizációval.